# Viktor Madarász

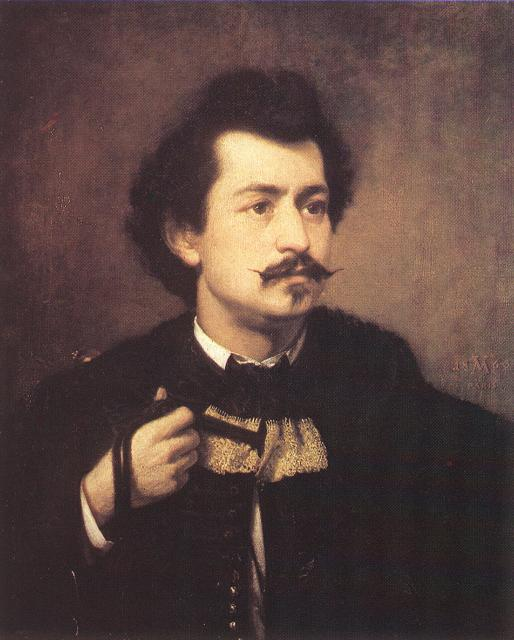
Selbstporträt aus dem Jahr 1863

Viktor Madarász (* 14. Dezember 1830 in Csetnek; † 10. Januar 1917 in Budapest) war ein ungarischer romantischer Maler. 

Dozsa‘s people - 1868 (Ungarische Nationalgalerie Budapest)

Er entstammt der ungarischen Adelsfamilie Madaráß. Die damaligen ungarischen Abgeordneten Ladislaus und Joseph Madaráß waren seine Neffen.
Während der Ungarischen Revolution 1848/1849 war er Soldat und Leutnant.
Später lebte er im Exil und studierte von 1853 bis 1856 Malerei bei Waldmüller in Wien und ging zu Léon Cogniet nach Paris. Die Jahre von 1856 bis 1870 in Paris waren seine produktivsten und erfolgreichsten. Er malte vor allem Motive aus der ungarischen Geschichte.
Im Jahr 1861 wurde er im Namen des Kaisers durch den Grafen Walewski mit einer goldenen Medaille ausgezeichnet.